# Arowo
Arowo (ros. Арово) – wieś (dieriewnia) w Rosji, w Baszkortostanie, w rejonie cziszmińskim. W 2010 liczyła 594 mieszkańców.